# Phyteuma globulariifolium
ll raponzolo minore (nome scientifico Phyteuma globulariifolium Sternb. & Hoppe, 1818) è una pianta erbacea perenne appartenente alla famiglia delle Campanulaceae.

## Etimologia
Il nome generico (Phyteuma), utilizzato per la prima volta da Dioscoride (Anazarbe, 40 circa – 90 circa) medico, botanico e farmacista greco antico che esercitò a Roma ai tempi dell'imperatore Nerone, deriva dalla parola greca "phyto" (= pianta) e significa: "ciò che è piantato", mentre L'epiteto specifico (globulariifolium) significa "con foglie simili a quelle della Globularia".

Il binomio scientifico della pianta di questa voce è stato proposto da Kaspar Maria von Sternberg (1761-1838), geologo, botanico e teologo ceco, ritenuto il fondatore della paleobotanica moderna e David Heinrich Hoppe (1760-1846), micologo, botanico e naturalista tedesco, nella pubblicazione "Denkschr. Königl.-Baier. Bot. Ges. Regensburg 1(2): 100" del 1818.

## Descrizione

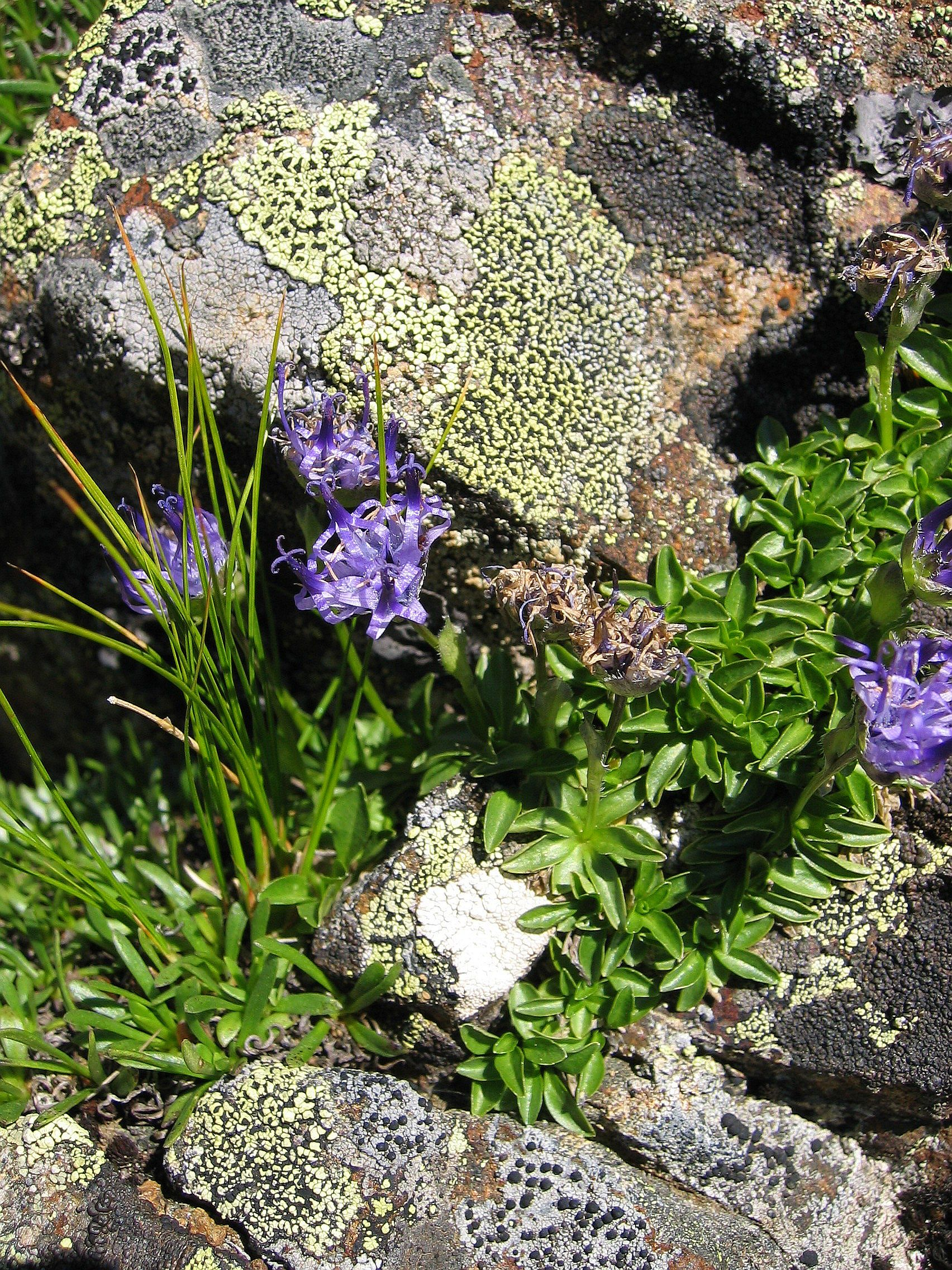
Habitus e habitat

(La seguente descrizione è relativa alla specie Phyteuma globulariifolium s.l.; per i dettagli delle varie sottospecie vedere più avanti.)

Queste piante arrivano al massimo ad una altezza di 1 – 5 cm (raramente 12 cm). La forma biologica è emicriptofita scaposa (H scap), ossia in generale sono piante erbacee, a ciclo biologico perenne, con gemme svernanti al livello del suolo e protette dalla lettiera o dalla neve e sono dotate di un asse fiorale eretto e spesso privo di foglie. Gli scapi sono semplici e indivisi. Queste piante contengono lattice.

### Radici
Le radici sono secondarie da rizoma.

### Fusto
- Parte ipogea: la parte sotterranea è un rizoma.
- Parte epigea: la parte aerea del fusto è ridotta con poche foglie (1 o 2) o anche afilla.

### Foglie
Le foglie basali sono di tipo spatolato (3 - 4 volte più lunghe che larghe), ristrette alla base senza un picciolo ben differenziato e arrotondate all'apice; spesso sono canicolate e con due denti vicino all'apice. Dimensione delle foglie maggiori: larghezza 4 – 5 mm; lunghezza 14 – 30 mm.

### Infiorescenza

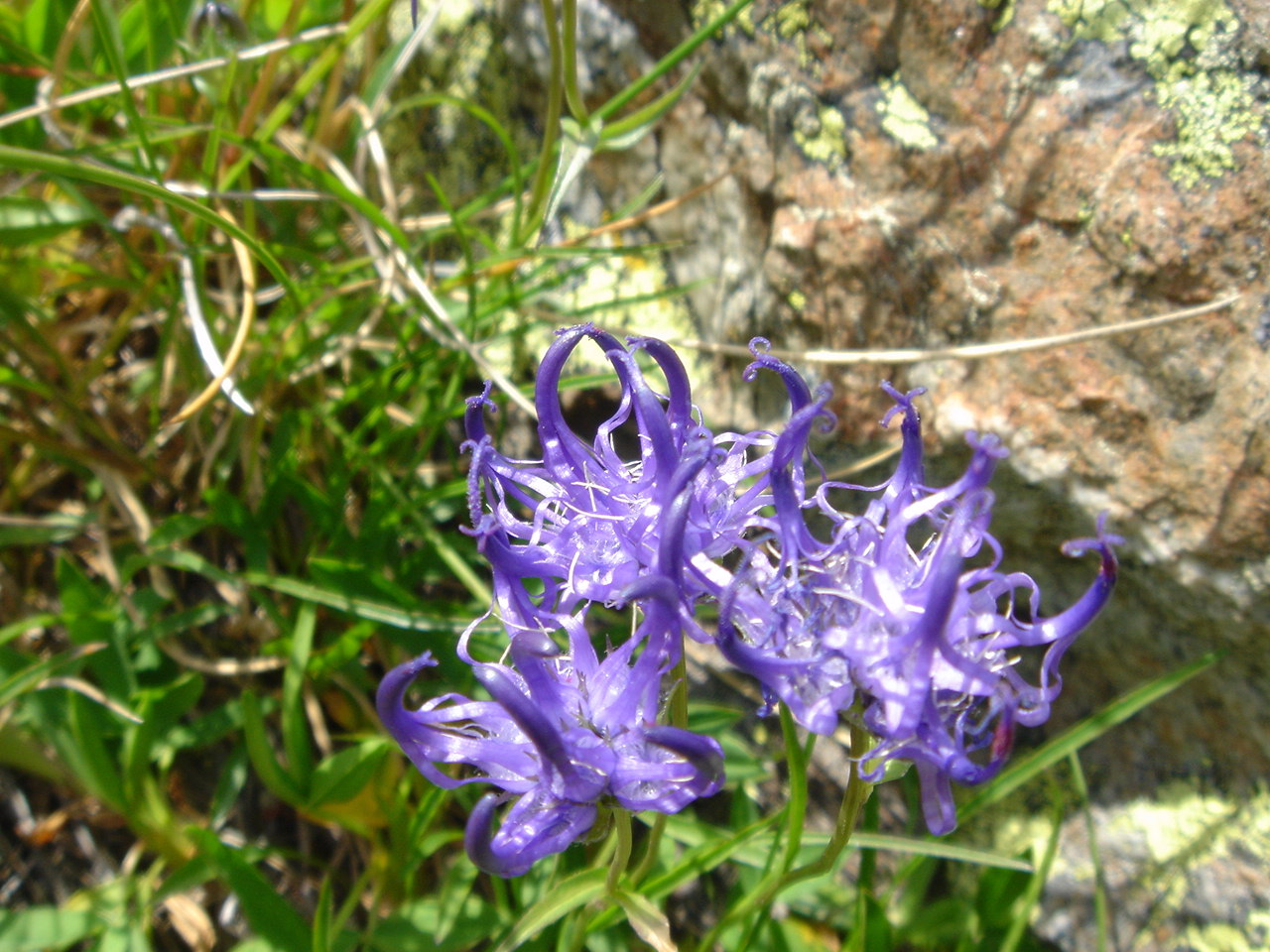
Infiorescenza

Le infiorescenze sono formate da diversi fiori raccolti in un capolino sub-sferico. Diametro del capolino: 1 - 1, 5 cm.

### Fiore
I fiori sono tetra-ciclici, ossia sono presenti 4 verticilli: calice – corolla – androceo – gineceo (in questo caso il perianzio è ben distinto tra calice e corolla) e pentameri (ogni verticillo ha 5 elementi). I fiori sono gamopetali, ermafroditi e attinomorfi.
- Formula fiorale: per questa pianta viene indicata la seguente formula fiorale:

K (5), C (5), A (5), G (2-5), infero, capsula
- Calice: il calice è un tubo campanulato, saldato all'ovario, lungo 3 mm.
- Corolla: la corolla è colorata di violetto, ed è lunga 8 mm.
- Androceo: gli stami sono 5 con antere libere (ossia saldate solamente alla base) e filamenti sottili ma membranosi (pelosi) alla base. La deiscenza delle antere è longitudinale. Il polline è 4-porato e spinuloso (esina irta di punti).
- Gineceo: lo stilo è unico con 3 stigmi. L'ovario è infero, 2-3-loculare con placentazione assile (centrale), formato da 3 carpelli (ovario sincarpico). Lo stilo, sporgente dalla corolla, possiede dei peli per raccogliere il polline. Le superfici stigmatiche sono posizionate sulla faccia superiore degli stigmi.
- Fioritura: da luglio ad agosto (settembre).

### Frutti
I frutti sono delle capsule poricide 3-loculari; la deiscenza avviene tramite 2 - 3 pori situati nella parte laterale. I semi sono molto numerosi, minuti e lisci

## Riproduzione
- Impollinazione: l'impollinazione avviene tramite insetti (impollinazione entomogama con api e farfalle anche notturne). In queste piante è presente un particolare meccanismo a "pistone": le antere formano un tubo nel quale viene rilasciato il polline raccolto successivamente dai peli dallo stilo che nel frattempo si accresce e porta il polline verso l'esterno.[8]
- Riproduzione: la fecondazione avviene fondamentalmente tramite l'impollinazione dei fiori (vedi sopra).
- Dispersione: i semi cadendo a terra (dopo essere stati trasportati per alcuni metri dal vento, essendo molto minuti e leggeri – disseminazione anemocora) sono successivamente dispersi soprattutto da insetti tipo formiche (disseminazione mirmecoria).

## Tassonomia
La famiglia di appartenenza del Phyteuma globulariifolium (Campanulaceae) è relativamente numerosa con 89 generi per oltre 2000 specie (sul territorio italiano si contano una dozzina di generi per un totale di circa 100 specie); comprende erbacee ma anche arbusti, distribuiti in tutto il mondo, ma soprattutto nelle zone temperate. Il genere di questa voce appartiene alla sottofamiglia Campanuloideae (una delle cinque sottofamiglie nella quale è stata suddivisa la famiglia Campanulaceae) e comprende una trentina di specie 16 delle quali sono presenti sul territorio italiano. 

Il Sistema Cronquist assegna il genere Phyteuma alla famiglia delle Campanulaceae e all'ordine delle Campanulales mentre la moderna classificazione APG la colloca nell'ordine delle Asterales (stessa famiglia). Sempre in base alla classificazione APG sono cambiati anche i livelli superiori (vedi tabella all'inizio a destra).

### Sottospecie

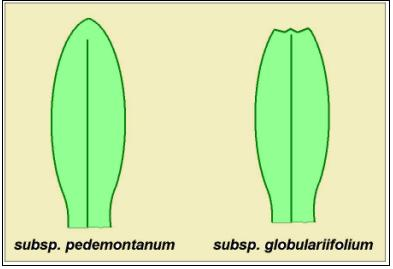
Foglie delle sottospecie

Per questa specie sono descritte le seguenti due sottospecie (non riconosciute da tutte le checklist):

#### Sottospecieglobulariifolium

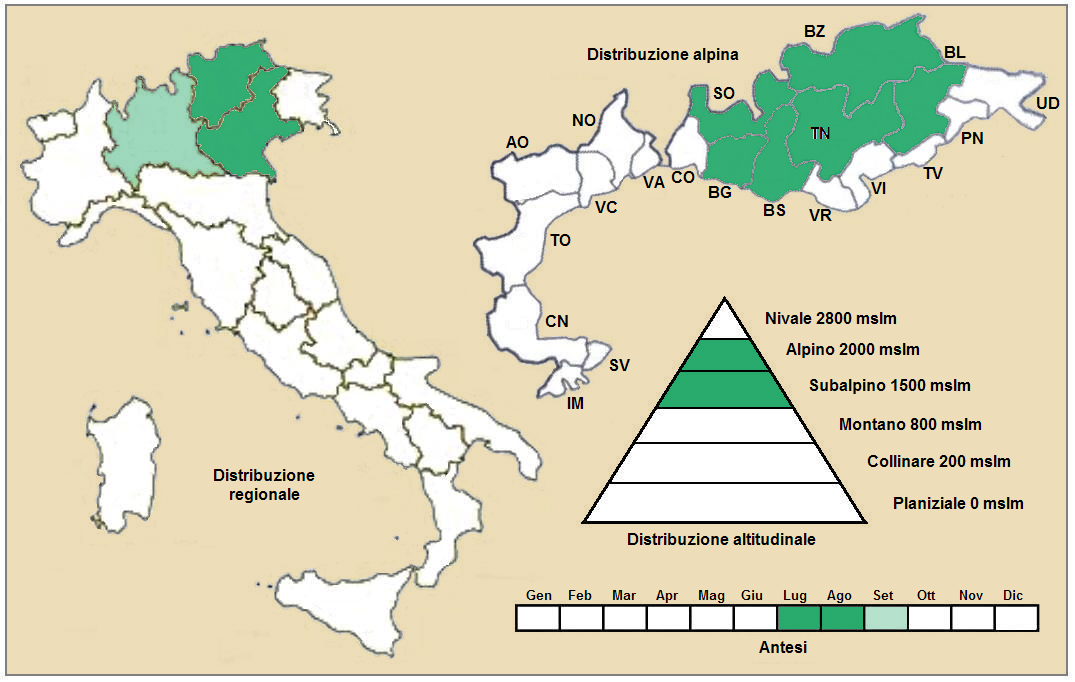
Distribuzione della sottospecie globulariifolium
(Distribuzione regionale – Distribuzione alpina)

- Nome scientifico: Phyteuma globulariifolium Sternb. & Hoppe subsp. globulariifolium
- Descrizione: il fusto è alto 1 – 4 cm; l'apice delle foglie basali è ottuso o arrotondato; i bordi sono interi o crenulati; le foglie superiori sono delle brattee a forma obovata o subrotonda (5 mm).
- Geoelemento: il tipo corologico (area di origine) è Endemico - Alpico.
- Habitat: l'habitat tipico per queste piante sono i pascoli alpini acidofili, e i curvuleti; ma anche le praterie rase subalpine-alpine. Il substrato preferito è siliceo con pH acido, bassi valori nutrizionali del terreno che deve essere umido.[10]
- Distribuzione: si trova raramente nelle Alpi orientali (dalle Dolomiti fino al monte Ortles). Fuori dall'Italia, sempre nelle Alpi, questa specie si trova in Austria (Länder del Vorarlberg, Tirolo Settentrionale, Tirolo Orientale, Salisburgo, Carinzia e Stiria).[10]
- Distribuzione altitudinale: sui rilievi queste piante si possono trovare da 2000 fino a 2800 m s.l.m. (massimo 3460 m s.l.m.); frequentano quindi i seguenti piani vegetazionali: subalpino e alpino.
- Fitosociologia: dal punto di vista fitosociologico Phyteuma globulariifolium appartiene alla seguente comunità vegetale:[10]

Formazione: delle comunità delle praterie rase dei piani subalpino e alpino con dominanza di emicriptofite
Classe: Juncetea trifidi
Ordine: Caricetalia curvulae
Alleanza: Caricion curvulae

#### Sottospeciepedemontanum

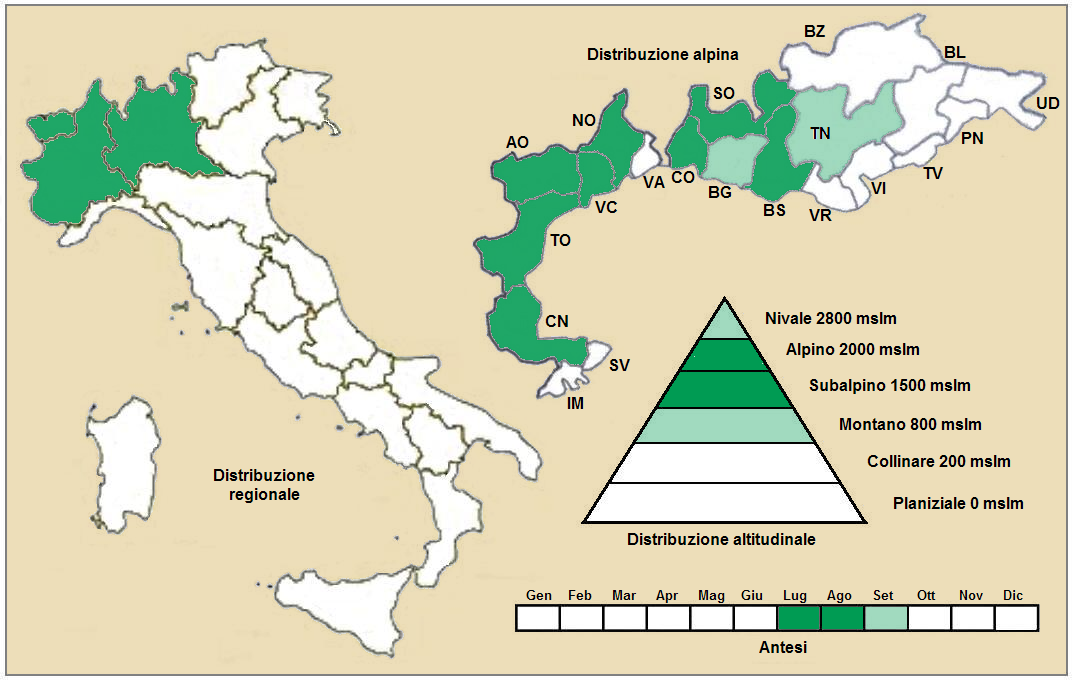
Distribuzione della sottospecie pedemontanum
(Distribuzione regionale – Distribuzione alpina)

- Nome scientifico: Phyteuma globulariifolium Sternb. & Hoppe subsp. pedemontanum (R. Schulz) Becherer, 1956
- Basionimo: Phyteuma pedemontanum R. Schulz, 1904.
- Descrizione: il fusto è più alto di 4 cm (fino a 10 cm); l'apice delle foglie basali è acuto o trilobato; le foglie superiori sono delle brattee a forma ovalo-acuminata o lanceolata.
- Geoelemento: il tipo corologico (area di origine) è Ovest Alpico - Pirenaico.
- Habitat: l'habitat tipico per queste piante sono i pascoli alpini acidofili, e i curvuleti; ma anche le rupi, i muri, i ghiaioni, le pietraie le praterie rase subalpine-alpine. Il substrato preferito è siliceo con pH acido, bassi valori nutrizionali del terreno che deve essere umido.[12]
- Distribuzione: si trova raramente nelle Alpi centro-occidentali (dallo Stelvio fino alla Liguria). Fuori dall'Italia, sempre nelle Alpi, questa specie si trova in Francia (dipartimenti di Alpes-de-Haute-Provence, Hautes-Alpes, Alpes-Maritimes, Isère e Savoia) e in Svizzera (cantone Vallese). Sugli altri rilievi europei collegati alle Alpi si trova nei Pirenei.[12]
- Distribuzione altitudinale: sui rilievi queste piante si possono trovare da 2000 fino a 2800 m s.l.m. (massimo 3460 m s.l.m.); frequentano quindi i seguenti piani vegetazionali: subalpino e alpino, e in parte quello montano e quello nivale.[12]
- Fitosociologia: dal punto di vista fitosociologico Phyteuma globulariifolium appartiene alla seguente comunità vegetale:[12]

Formazione: delle comunità delle praterie rase dei piani subalpino e alpino con dominanza di emicriptofite
Classe: Juncetea trifidi
Ordine: Caricetalia curvulae

### Sinonimi
Questa entità ha avuto nel tempo diverse nomenclature. L'elenco seguente indica alcuni tra i sinonimi più frequenti:
- Phyteuma capituliforme Rochel
- Phyteuma hemisphaericum var. transsilvanicum  Schur
- Phyteuma nanum  Schur
- Phyteuma parviflorum  Mutel
- Phyteuma pauciflorum  L.
- Phyteuma pauciflorum var. acutifolium  Rich.Schulz
- Phyteuma pauciflorum f. albiflorum  Rich.Schulz
- Phyteuma pauciflorum f. asteranthum  Rich.Schulz
- Phyteuma pauciflorum subsp. globulariifolium  (Sternb. & Hoppe) Nyman
- Phyteuma pauciflorum f. integrum  Rich.Schulz
- Phyteuma pauciflorum var. macrophyllum  Schur
- Phyteuma pauciflorum var. nanum  (Schur) Schur
- Phyteuma pauciflorum f. nanum  Rich.Schulz
- Phyteuma pauciflorum var. nanum  Rich.Schulz
- Phyteuma pauciflorum subsp. pedemontanum  (Rich.Schulz) P.Fourn.
- Phyteuma pauciflorum f. simplex  Rich.Schulz
- Phyteuma pauciflorum var. tirolense  Rich.Schulz
- Phyteuma pauciflorum f. vulgare  Rich.Schulz
- Phyteuma pedemontanum  Rich.Schulz
- Phyteuma pedemontanum f. humillimum  Rich.Schulz
- Phyteuma pedemontanum f. intermedium  Rich.Schulz
- Rapunculus pauciflorus  (L.) Mill.

### Specie simili
Le seguenti specie dello stesso genere, con distribuzione alpina, possono essere confuse con quella di questa voce (sono indicati alcuni caratteri utili a distinguere una specie dall'altra):
- Phyteuma globulariifolium Sternb. & Hoppe - Raponzolo minore: la pianta è alta fino a 10 cm; la forma delle foglie è spatolata; le foglie radicali non hanno un picciolo ben differenziato. Si trova su tutto l'arco alpino.
- Phyteuma hemisphaericum L. - Raponzolo alpino: la pianta è alta fino a 15 cm; la forma delle foglie è lineare (le foglie basali sono più piccole dello scapo e non hanno un picciolo ben differenziato); i bordi delle foglie sono più o meno interi; gli stigmi sono 3. Si trova su tutto l'arco alpino.
- Phyteuma cordatum Balb. - Raponzolo delle Alpi Marittime: la pianta è alta fino a 25 cm; le foglie cauline hanno delle forme ovali-cuoriformi, quelle radicali hanno un picciolo ben distinto. Si trova nelle Alpi Marittime.
- Phyteuma orbiculare L. - Raponzolo orbiculare: la pianta è alta fino a 50 cm; le foglie radicali hanno un picciolo ben distinto, quelle cauline hanno forme lanceolate allungate. Si trova su tutto l'arco alpino.

Sul confine con l'Austria può essere possibile trovare una specie di origine balcanica simile a quella di questa voce: Phytema confusum A.Kern.. Si distingue per la forma delle foglie (da lineari a lineari-spatolate) con apice molto allungato rispetto ai due denti immediatamente sottostanti. Comunque non sembra che questa specie sia ancora entrata nel territorio italiano.

## Altre notizie
Il raponzolo con foglie di globularia in altre lingue è chiamato nei seguenti modi:
- (DE)  Armblütige Rapunzel
- (FR)  Raiponce à feuilles de globulaire